# 木原直彦
木原 直彦（きはら なおひこ、1930年 - ）は、日本の文学研究者。北海道立文学館の初代館長で、現在は同文学館の名誉館長。日本文芸家協会・日本ペンクラブ会員。本名は木原 武男。

## 略歴
北海道勇払郡厚真町上厚真生まれ。1942年室蘭市に転居。1947年に室蘭工業学校卒業。簡易保険局に勤務の傍ら文学活動を行い、1953年に同人誌『ペン』、1954年『室蘭文学』を創刊。1961年札幌市に転勤となり、翌年文学研究誌『北海道文学』を創刊。1966年に北海道文学展実行委員会の事務局長となり、翌年北海道文学館が創設されると引き続き事務局長を務めた。1987年に北海道文学館館長となり、1995年に同文学館が北海道立文学館に改組されると館長兼財団法人北海道文学館副理事長に就任。1996年に同文学館の名誉館長となる。

## 受賞歴
- 北海道文化奨励賞（1965年）[1][3][5]
- 北海道新聞文学賞（1975年）[1][3][5]
- 札幌市民文化奨励賞（1975年）[1][3][5]
- 北海道文化賞（2002年）[3]
- 北海道新聞文化賞（2004年）[6]

## 著作
- 『北海道文学史』 全3巻 北海道新聞社 1975-1982
- 『伊藤整文学散歩』 北書房 1975
- 『旅 そして文学碑』（北の袖珍本・第3巻） 袖珍書林 1979
- 『北海道文学散歩』 全4巻 立風書房 1982-1983
- 『風土の感触』 中西出版 1987
- 『文学散歩 名作の中の北海道』 北海道新聞社 1989
- 『文学館 きたみなみ』 北海道新聞社 1990
- 『オホーツク文学の旅』 生田原町 1993
- 『樺太文学の旅』 上・下 共同文化社 1993
- 『千島文学の旅 幕末から明治へ』 共同文化社 2001
- 『北海道文学ドライブ』 全4巻 イベント工学研究所 2002-2006